# Kwak Kwang-seon
Đây là một tên người Triều Tiên, họ là Kwak.
Kwak Kwang-seon (tiếng Hàn: 곽광선, sinh ngày 28 tháng 3 năm 1986) là một cầu thủ bóng đá Hàn Quốc hiện tại thi đấu cho Suwon Samsung Bluewings.
Ngày 18 tháng 11 năm 2008, Kwak là một trong 16 thành viên gia nhập đội bóng mới Gangwon FC.
Ngày 11 tháng 4 năm 2009, Kwak ghi bàn thắng đầu tiên tại K League mùa giải 2009 trước Chunnam Dragons.
Ngày 6 tháng 12 năm 2011, Kwak được hoán đổi ở Suwon Samsung Bluewings thay cho Oh Jae-suk.

## Thống kê sự nghiệp câu lạc bộ
Tính đến 6 tháng 12 năm 2011
| Thành tích câu lạc bộ | Thành tích câu lạc bộ | Thành tích câu lạc bộ | Giải vô địch | Giải vô địch | Cúp     | Cúp       | Cúp Liên đoàn | Cúp Liên đoàn | Châu lục | Châu lục  | Tổng cộng | Tổng cộng |
| Mùa giải              | Câu lạc bộ            | Giải vô địch          | Số trận      | Bàn thắng    | Số trận | Bàn thắng | Số trận       | Bàn thắng     | Số trận  | Bàn thắng | Số trận   | Bàn thắng |
| Hàn Quốc              | Hàn Quốc              | Hàn Quốc              | Giải vô địch | Giải vô địch | Cúp KFA | Cúp KFA   | Cúp Liên đoàn | Cúp Liên đoàn | Châu Á   | Châu Á    | Tổng cộng | Tổng cộng |
| --------------------- | --------------------- | --------------------- | ------------ | ------------ | ------- | --------- | ------------- | ------------- | -------- | --------- | --------- | --------- |
| 2009                  | Gangwon FC            | K League 1            | 26           | 3            | 0       | 0         | 2             | 0             | –        | –         | 28        | 3         |
| 2010                  | Gangwon FC            | K League 1            | 26           | 2            | 1       | 0         | 4             | 0             | –        | –         | 31        | 2         |
| 2011                  | Gangwon FC            | K League 1            | 24           | 0            | 2       | 0         | 3             | 0             | –        | –         | 29        | 0         |
| 2012                  | Suwon Bluewings       | K League 1            |              |              |         |           |               |               | –        | –         |           |           |
| Tổng cộng sự nghiệp   | Tổng cộng sự nghiệp   | Tổng cộng sự nghiệp   | 76           | 5            | 3       | 0         | 9             | 0             | –        | –         | 88        | 5         |